# Зграда ОШ „Љуба Ненадовић” Жарково
Зграда Основне школе „Љуба Ненадовић“ у Жаркову, подигнута је у периоду од 1912. до 1914. године. Представља непокретно културно добро као споменик културе.
Зграда основне школе је подигнута по пројекту архитекте Стевана Савковића. Грађена је опеком у кречном малтеру, са високим приземљем и подрумом испод дела зграде. У приземљу су четири учионице и стан учитеља, док је кров је покривен бибер црепом. Сокл и улазно степениште су камени, а делимично и кула у средини зграде. Пространо двориште ограђено је зидом и дрвеном оградом. Зграда представља објекат школске намене развијеније етапе.